# 盧姆內齊亞

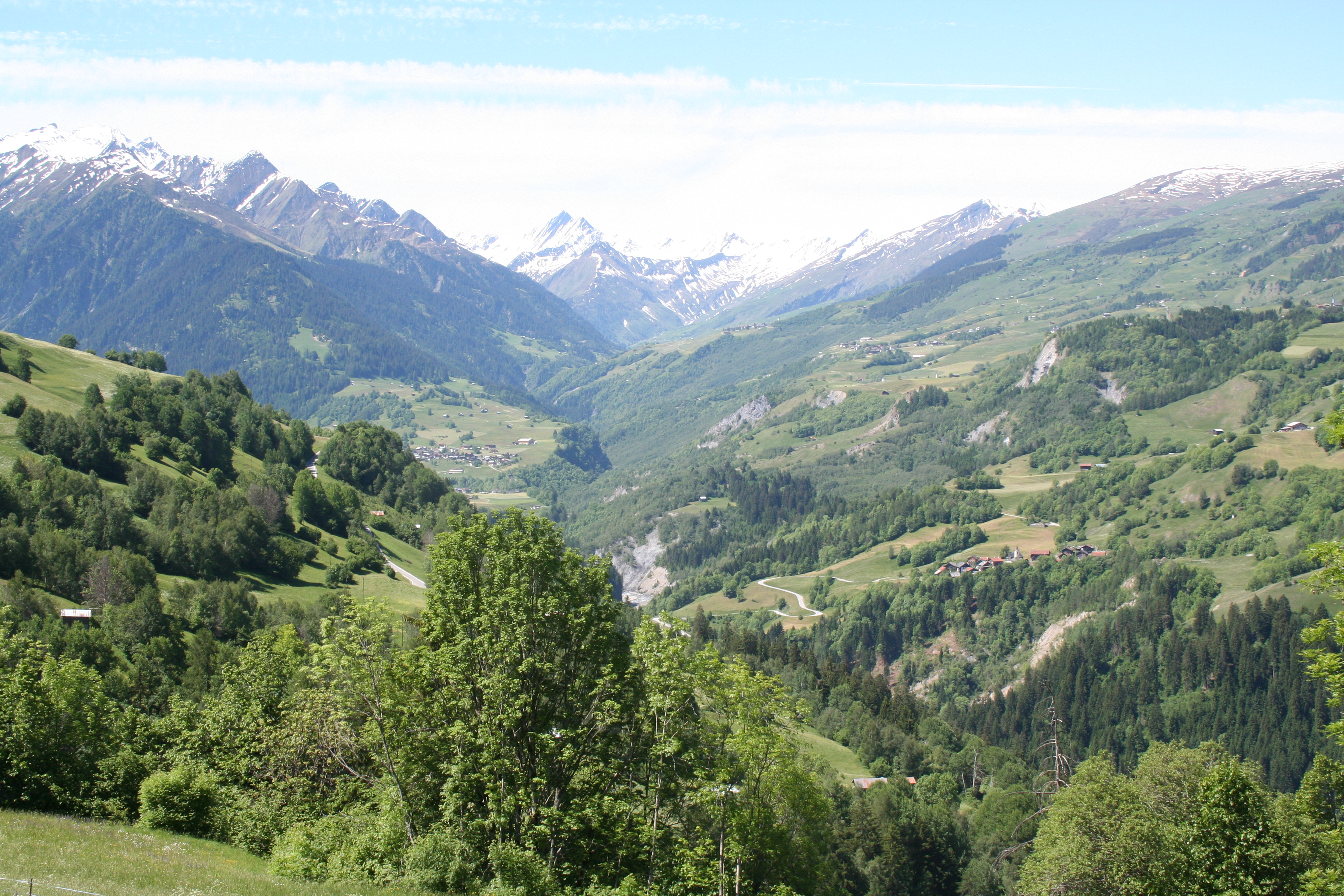

盧姆內齊亞是瑞士的城鎮，位該國東部，由格勞賓登州負責管轄，面積165平方公里，該地區自新石器時代有人類居住，2011年人口1,946，人口密度為每平方公里436人。

## 外部連結
- Val Lumnezia tourist office （羅曼什語） （德文）